# Miklós Pál
Miklós Pál (Diósgyőr, 1927. május 18. – Budapest, 2002. november 16. ) művészettörténész, sinológus, műfordító. 
1975–1985 között az Iparművészeti Múzeum főigazgatója, majd 1985–1987 között a Hopp Ferenc Kelet-ázsiai Művészeti Múzeum igazgatója volt. Több száz tanulmánya, könyve jelent meg magyar, kínai, francia, orosz, lengyel, angol és német nyelven. Könyvein és egyetemi előadásain a keleti kultúrával foglalkozók tudós nemzedéke nőtt fel.
Munkásságát a Magyar Köztársaság Munkácsy Mihály-díjjal és József Attila-díjjal ismerte el.
(Kínai neve: 米白, pinjin hangsúlyjelekkel: Mǐ Bái, magyar népszerű átírás: Mi Paj vagy Mi Po.)

## Élete
Miklós Pál (Mi Po) 1927-ben született Diósgyőrben. Kivételes tehetsége, műveltsége és szövegtudása miatt az érettségi bizottság elnöke az Eötvös Kollégiumba küldte felvételire. 1946 és 1950 között a Pázmány Péter Tudományegyetem Bölcsészettudományi Karának hallgatója volt Eötvös-kollégistaként. Magyar–francia szakos bölcsészdiplomát szerzett. Meghatározó tanárai Kenéz Ernő, Keresztury Dezső, Pais Dezső és Gyergyai Albert voltak.
Ösztöndíjasként Kínába ment, 1951–1954 között a Pekingi Egyetemen kínai művészettörténetet tanult. Latin, német, olasz, orosz, angol és francia nyelven tudott, a kínai nyelvet (mandarin és kantoni) anyanyelvi szinten ismerte.
1954–1958 között a Hopp Ferenc Kelet-ázsiai Művészeti Múzeum muzeológusa volt. 1959-ben a művészettörténet kandidátusa lett. 1958–1974 között az MTA Irodalomtudományi Intézet munkatársa volt.
1975–1985 között az Iparművészeti Múzeum főigazgatója, majd 1985–1987 között a Hopp Ferenc Kelet-ázsiai Művészeti Múzeum igazgatója volt. 1987-ben nyugdíjba vonult.
1985-től az ELTE Bölcsészettudományi Karán adott elő kínai művelődéstörténetet.
Felesége, Szentpétery Viktória tanítónő. Egy lánya és két unokája van.

## Munkássága

### Sinológia
A Kínában eltöltött évei alatt az akkori kortárs kínai festőművészek élvonalával (Li Hsziung-caj, Li Ko-zsan, Li Ku-csan, Vang Csu-csiu, Csi Liang-ji, Csiang Csao-ho, Huan Pin-hung, Vu Co-zsen) baráti viszonyba került. Egyik leghíresebb könyve – A sárkány szeme. Bevezetés a kínai piktúra ikonográfiájába (Corvina, 1973) – ennek a „beavatott” tudásnak a gyümölcse. (A könyv lengyel, német és francia nyelven is megjelent, a tipográfiai megvalósítás is az ő munkája.) Megismerkedett az idős Csi Paj-sival, akit a 20. század legnagyobb kínai művészének tartanak. (Könyve: Csi Paj-si.) Egyetlen nem kínaiként eljutott Tunhuangba, ahol három hónapot töltött; naplójába belerajzolta az Ezer Buddha Barlangtemplomok falképeit. Könyve, A tunhuangi Ezer Buddha Barlangtemplomok (Magyar Helikon, 1959) világhírnevet hozott számára: a nemzetközi sinológia őt tekinti annak, aki Tunhuangot az európai kultúra számára újra felfedezte. Tőkei Ferenccel megírta A kínai irodalom rövid története című monográfiát (Gondolat, 1960).
A japanológiára is kitekintve megírta A Zen és a művészet című könyvét (Magvető, 1978), majd ennek folytatásaként a Kapujanincs átjárót (Helikon, 1987).

### Vizuális kultúra
Európai szinten is elsők között foglalkozott a vizuális kultúrával mint önálló tudománnyal. A „vizuális kultúra” kifejezés is az ő találmánya.
1975-től tíz évig vezette az Iparművészeti Múzeumot, amelyből az ország egyik legjobb kulturális intézménye lett. A főigazgatói működése alatt készült kiállítások új irányvonalat képviseltek a muzeológiában, és magas szintű tudományos műhelymunkát inspiráltak. Ekkor kezdődtek az Iparművészeti Múzeum kortárs művészeti kiállításai, de nemcsak ezek, hanem az ekkor elkészült állandó kiállítást megelőző tudományos kutatások is szorosan kapcsolódtak Miklós Pálnak a vizuális kultúrával kapcsolatos elméletéhez, valamint a strukturalizmus és a szemiotika akkoriban legfrissebb nemzetközi aktualitású szellemi áramlataihoz. 1987. évi nyugdíjba vonulása előtt két évig a Hopp Ferenc Kelet-ázsiai Művészeti Múzeum igazgatója volt; 1987-ben régi álmát valósította meg a múzeum kínai gyűjteményéből rendezett állandó kiállítás felállításával.

## Mesterei, tanítványai
- Mesterei: Felvinczi Takács Zoltán; Baktay Ervin; Ligeti Lajos
- Híres tanítványai: Sári László; Szilágyi András; Varga Vera

## Díjai, elismerései
- József Attila-díj (1973)
- Munkácsy Mihály-díj (1982)
- A Munka Érdemrend arany fokozta (1985)

## Főbb művei
- A tunhuangi Ezer Buddha Barlangtemplomok. Budapest, Magyar Helikon. 1959.
- Miklós Pál, Tőkei Ferenc: A kínai irodalom rövid története. Budapest, Gondolat Kiadó. 1960.
- Csi Paj-si. Budapest, Képzőművészeti Alap Kiadóvállalata. 1962.
- Olvasás és értelem. Budapest, Szépirodalmi Könyvkiadó. 1971.
- A sárkány szeme. Bevezetés a kínai piktúra ikonográfiájába. Budapest, Corvina Kiadó. 1973.
- Vizuális kultúra. Elméleti és kritikai tanulmányok a képzőművészet köréből. Budapest, Magvető Kiadó. 1976.
- A zen és a művészet. Budapest, Magvető Kiadó. 1978.
- Kép és kommunikáció. Budapest, MÚOSZ. 1982.
- Kapujanincs átjáró. Budapest, Helikon Kiadó. 1987.
- Tus és ecset. Budapest, Liget Műhely Kiadó. 1996.